# 경기도안양과천교육지원청
경기도안양과천교육지원청(京畿道安養果川敎育支援廳, Anyang Gwacheon Office of Education)은 경기도 안양시와 과천시를 관할하는 경기도교육청 산하의 교육지원청이다.
교육장은 장학관으로 보한다.

## 연혁
- 1952년 5월 24일: 시흥군 교육자치제 실시
- 1963년: 시흥군 동면(안양리 제외)·신동면의 서울 편입으로 현 서울특별시 금천구(구로구 가리봉동 포함)·관악구(동작구 사당동 포함)·서초구 일대가 서울특별시교육국 관할로 분리
- 1964년 1월 1일: 시흥군 교육청 개청
- 1973년 7월 1일: 안양시 승격으로 안양시 교육청으로 명칭 변경 (관할구역: 안양시, 시흥군)
- 1981년 7월 1일: 광명시 교육청 분리 (광명시, 시흥군 분리)
- 1986년 3월 1일: 과천시 편입
- 1991년 3월 26일: 경기도안양교육청으로 명칭 변경
- 1997년 7월 1일: 관양동 현 청사로 이전
- 2009년 1월 30일: 경기도안양과천교육청으로 명칭 변경
- 2010년 9월 1일: 경기도안양과천교육지원청으로 명칭 변경

## 산하기관

### 초등학교
안양시 동안구
| - 관양초등학교 - 귀인초등학교 - 나눔초등학교 - 달안초등학교 - 동안초등학교 - 민백초등학교 - 벌말초등학교 | - 범계초등학교 - 부림초등학교 - 비산초등학교 - 샘모루초등학교 - 안양관악초등학교 - 안양남초등학교 - 안양덕현초등학교 | - 안양동초등학교 - 안양부안초등학교 - 안양부흥초등학교 - 안양신기초등학교 - 안양중앙초등학교 - 인덕원초등학교 - 평촌초등학교 | - 해오름초등학교 - 호계초등학교 - 호성초등학교 - 호원초등학교 - 희성초등학교 |

안양시 만안구
| - 덕천초등학교 - 만안초등학교 - 명학초등학교 - 박달초등학교 | - 삼봉초등학교 - 삼성초등학교 - 석수초등학교 - 신안초등학교 | - 안양서초등학교 - 안양양지초등학교 - 안양초등학교 - 안양호암초등학교 | - 안일초등학교 - 연현초등학교 - 화창초등학교 |

과천시
| - 과천초등학교 - 관문초등학교 - 문원초등학교 - 청계초등학교 |

### 중학교
안양시 동안구
| - 관양중학교 - 귀인중학교 - 대안여자중학교 - 대안중학교 | - 범계중학교 - 부림중학교 - 부안중학교 - 비산중학교 | - 신기중학교 - 안양부흥중학교 - 인덕원중학교 - 임곡중학교 | - 평촌중학교 - 호계중학교 - 호성중학교 |

안양시 만안구
| - 근명중학교 - 성문중학교 - 신성중학교 | - 신안중학교 - 안양서여자중학교 | - 안양서중학교 - 안양여자중학교 | - 안양중학교 - 연현중학교 |

과천시
| - 과천문원중학교 - 과천중학교 |

## 같이 보기
- 대한민국 교육부